# Bokväxter
Bokväxter (Fagaceae) är en familj träd i ordningen Fagales med 7 släkten och cirka 1 000 arter. Det är en tvåhjärtbladig växtfamilj.

## Biologi

### Utbredning
Bokväxterna växer i skogar i tempererade och tropiska områden på i stort sett alla kontinenter. I tempererade områden är bokväxter ofta dominerade trädslag.

### Frukter
Frukterna, i form av nötter, kallas ollon eller äkta kastanjer. De är ägg-, cylinder- eller konformiga, har hård vägg med gulbrun till mörkbrun eller rödbrun färg i det mogna stadiet. Nötterna, som kan sitta enstaka eller flera tillsammans, kan hos vissa arter bli uppemot 6 cm långa men hos andra är de mindre än 1 cm. De är fästade i en ollonskål, cupula. Att ha nötter (ollon) i cupula är gemensamt för hela bokfamiljen (Fagaceae).

## Systematik
Familjen delas in i två underfamiljer:
- Fagoideae som endast innehåller boksläktet (Fagus)
- Quercoideae innehåller de övriga släktena i familjen.

Tidigare fördes sydbokssläktet (Nothofagus) hit, men detta släkte har numera fått bilda en egen familj: sydboksväxter (Notofagaceae).